# Юса Масанорі
Юса Масанорі (20 січня 1915 — 8 серпня 1975) — японський плавець.
Олімпійський чемпіон 1932, 1936 років.